# Lista portów lotniczych na Trynidadzie i Tobago
Lista portów lotniczych na Trynidadzie i Tobago, podzielona pod względem lokalizacji.
| Miasto                             | ICAO | IATA | Port lotniczy             |
| ---------------------------------- | ---- | ---- | ------------------------- |
| Port-of-Spain / Piarco, (Trynidad) | TTPP | POS  | Port lotniczy Piarco      |
| Scarborough / Canaan, (Tobago)     | TTCP | TAB  | Port lotniczy Crown Point |
| Couva, (Trynidad)                  |      |      | Port lotniczy Camden      |